# Masnedø-Orehoved
Masnedø-Orehoved var en færgerute, der transporterede tog imellem Masnedø og Falster. Ruten blev åbnet 15. januar 1884.
Færgeruten forbandt jernbanen imellem Sjælland via Masnedø og Orehoved på Nordfalster, indtil Storstrømsbroen åbnede i 1937.

## Færger
I alt 9 færger nåede at sejle på ruten.
- D/F Alexandra (1892-1935)
- D/F Lillebelt (1884-1889)
- D/F Dagmar (1884-1889)
- D/F Kronprinsesse Louise (1891-1892)
- D/F Valdemar (1893-1905)
- D/F Thyra (1898-1937)
- D/F Marie (1905-1916)
- D/F Orehoved (1916-1937)
- D/F Fyn (1935-1937)